# Notosacantha kantneri
Notosacantha kantneri es una especie de insecto coleóptero de la familia Chrysomelidae.
Fue descrita científicamente en 1999 por Swietojanska & Borowiec.